# Landschaftsschutzgebiet Schlafdeich Constantia
Das Landschaftsschutzgebiet Schlafdeich Constantia ist ein Landschaftsschutzgebiet auf dem Gebiet der Kreisfreien Stadt Emden im Nordwesten des Bundeslandes Niedersachsen. Es trägt die Nummer LSG EMD 00002. Als untere Naturschutzbehörde ist die Stadt Emden für das Gebiet zuständig.

## Beschreibung des Gebiets
Das 1989 ausgewiesene Landschaftsschutzgebiet umfasst eine Fläche von 0,39 Quadratkilometern und erstreckt sich auf einer Länge von etwa zwei Kilometern entlang des Larrelter Tiefs und des ausgedienten Constantia-Schlafdeichs auf ehemaligen Spülfeldern. Sie ist durch den Tiefwasserbereich des Larrelter Tiefs sowie die Feuchtbiotope zwischen Wanderweg und Deichfuß geprägt. Tümpel und Kleingewässer, Röhricht- und Seggenbestände, Weidengehölze bieten Lebensraum für Frösche, Vögel und Insekten.

## Schutzzweck
Wesentlicher Schutzzweck sind die „Sicherstellung der natürlichen Entwicklung der Tier- und Pflanzenwelt, die Erhaltung und Gliederung des Landschaftsbildes, Erhaltung und Förderung sowohl der Leistungs- und Entwicklungsfähigkeit des Naturhaushaltes als auch des Erholungswertes des Gebietes.“